# Fitness

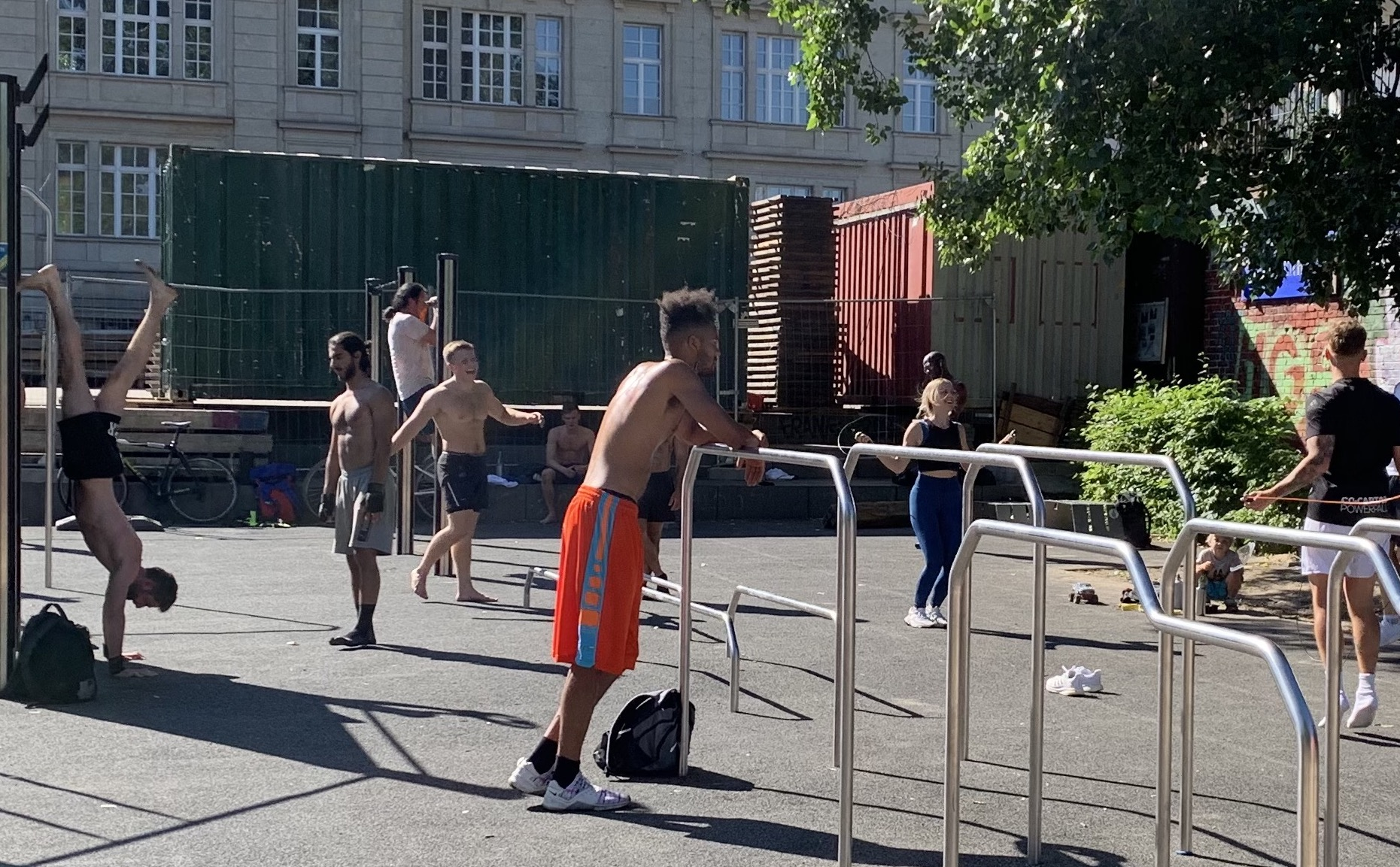
Fitnesspark in Berlin-Mitte, 2021

Unter Fitness wird im Allgemeinen körperliches und oft auch geistiges Wohlbefinden verstanden. Fitness drückt das Vermögen aus, im Alltag leistungsfähig zu sein und Belastungen eher standzuhalten. Der Begriff ist insofern ungenau, als er als Modebegriff nicht klar definierbar ist und von verschiedenen Personen und Interessengruppen unterschiedlich interpretiert wird.
Das Risiko für Zivilisationskrankheiten wie Herzinfarkt und Adipositas kann durch ein gezieltes Fitnesstraining verringert werden. Konzentrations- und Lernfähigkeit werden gesteigert. Menschen, die sich aktiv fit halten, gelten als gesünder und haben, statistisch gesehen, eine höhere Lebenserwartung.
Zur Fitness von Körper und Geist gehört zum einen eine regelmäßige körperliche Betätigung, zum anderen eine gesunde, ausgewogene und nähr- wie ballaststoffreiche Ernährung. Ungesunde Ergänzungsmittel (Doping, Anabolika) sind mit Fitness genauso wenig zu vereinbaren wie die Beschränkung auf reines Krafttraining.

## Geschichte der Fitnessbewegung

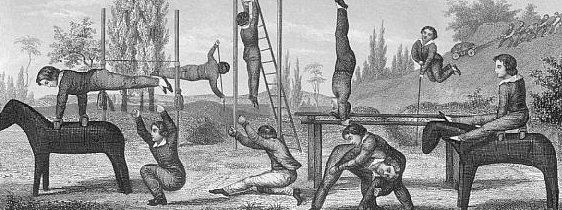
Sportstätte für Kinder im Freien, um das 19. Jahrhundert.

Die Fitnessbewegung hat zwei Quellen: Zum einen gab es als Gegenbewegung gegen die zunehmende Urbanisierung (verbunden mit der Kommerzialisierung der Freizeit), eine Bewegung in den USA auch die persönliche Gesundheit zu kommerzialisieren. Der prominenteste Vertreter war Bernarr Macfadden, dessen Motto Weakness is a crime ‚Schwäche ist ein Verbrechen‘ die Fitnessbewegung hin zu einer Bodybuilding-Bewegung führte. Diese Vorstellungen sind eng mit der Schwedischen Gymnastik nach Pehr Henrik Ling verbunden, dessen Vorstellungen dann durch den Schweden Gustav Zander an die modernen Bedingungen der Industrialisierung angepasst wurden.
Der zweite Ursprung liegt in der organisierten Turnbewegung von Friedrich Ludwig Jahn im Deutschland um 1810. Seine Absicht war es, eine körperlich fitte Bürgerwehr zu schaffen und das von Napoleon besetzte Preußen zu befreien. Turnvereine waren zu dieser Zeit stark politisch motiviert. Aufgrund der stark politisch motivierten Jahnschen Turnerzusammenschlüsse und Vereine wurden diese größtenteils verboten. Dadurch kam es ab ca. 1820 in einigen Städten zu den ersten gewerblichen Anstalten. Ende des 19. Jahrhunderts bildete sich daraus der moderne Fitnessgedanken als vereinsfreier Sport in der deutschen zumeist bürgerlichen Lebensreform-Bewegung. Die Bewegung in der freien Luft (oder auch bei offenem Fenster) wurde als Ausgleich zu der zunehmend industrialisierten Umwelt verstanden. Es entstanden schon damals zahlreiche Kraft- und Kunststätten, Licht- und Luftbäder genannt. In ihnen wurde streng nach Geschlecht getrennt trainiert. Auch Systeme für das Heimturnen (zum Beispiel von August Sandow oder J.P. Müller) waren verbreitet, wobei schon damals auf Effizienz und Disziplin beim Training Wert gelegt wurde. Zeitschriften wie Kraft und Schönheit machten Fitness bekannt. Zahlreiche Fitnessgeräte wie Ruder- und Fahrrad (Spinning)-Gerät stammen aus dieser Zeit. Zunächst wurden sie hauptsächlich in den Sanatorien verwendet.
Im Nationalsozialismus wurde der Fitnessgedanke pervertiert (Leni Riefenstahl, Hans Surén) und ein neuer arischer Idealkörper modelliert, der andere, insbesondere behinderte Menschen, ausschloss. Der einzelne sollte sich stählen, um den Anforderungen, die der darwinistische Überlebenskampf der Völker stellte, gewachsen zu sein. Diese Ansätze waren nach 1945 diskreditiert.
Die Idee von gemeinschaftsorientierten Turn- und Sportvereinen wurde von deutschen Emigranten in die USA gebracht, wo sich in Großstädten erste „Turnvereine“ bildeten, welche mit den „Clubs“ und der YMCA konkurrierten. Erst in den 1960er Jahren wurde die Fitnessbewegung in Deutschland aus den USA importiert und immer stärker auch kommerzialisiert. Die bedeutendsten Ikonen der Fitnessbewegung sind Arnold Schwarzenegger (Bodybuilding) und Jane Fonda (Aerobic). Ein Pionier der Fitnessbewegung in der Schweiz war Jack Günthard. Seine morgendliche Radiosendung Fit mit Jack ab 1975 sollte bei den Zuhörern das Gesundheitsbewusstsein fördern.
Mit den Olympischen Spielen 1972 wurde die durch den Deutschen Sportbund 1970 gestartete Trimm-dich-Bewegung sehr populär.
Ein regelrechter „Fitness-Boom“ setzte in den 1980er Jahren ein. Ein Kennzeichen dieses Booms war die rasant steigende Zahl sogenannter „Fitnessstudios“, in denen die Fitnesswilligen gegen Bezahlung trainieren können. Heute sind diese Studios zum Teil in Ketten organisiert.
Auch auf Social-Media-Plattformen machte sich das Thema Fitness in den letzten Jahren unter dem Hashtag Fitspo (Abkürzung von „Fitspiration“; Wortzusammensetzung aus englisch fitness und inspiration) bemerkbar. Bis Februar 2018 wurden unter dem Hashtag #Fitspiration rund 14 Millionen Fotobeiträge, vor allem auf Instagram, gepostet. Dieser moderne Fitnesstrend soll andere Nutzer und Follower zu einem gesünderen Lebensstil durch Bewegung und ausgewogener Ernährung motivieren. Ein nicht zu verachtender negativer Effekt dieser Bewegung macht sich vor allem bei jungen Erwachsenen und Teenagern bemerkbar: Durch ständige Vergleiche können Frustration und Minderung des Selbstwertgefühls eine Gefahr für die psychische und physische Gesundheit darstellen.

## Fitnesstraining in der Gegenwart
Fitnesstraining ist ein äußerst weit fassbarer Begriff. Prinzipiell ist jede gesunde sportliche Aktivität eine Form von Fitnesstraining, z. B. Training im Sportverein, im Fitnessstudio oder selbst das Vermeiden von Rolltreppen und Aufzügen zugunsten von Treppen – also auch Bewegung im Alltag. Gezieltes Fitnesstraining beinhaltet meist eine detaillierte Trainingsplanung, welche aus Ausdauertraining, Krafttraining, Training der Schnelligkeit, Beweglichkeit und Koordination, sowie Intervalltraining besteht. Unter Beachtung gesundheitlicher Aspekte mit Berücksichtigung des Alters ist es auch für Kinder und Jugendliche wichtig, ihre Fitness, Koordination und Widerstandskraft zu steigern.

## Fitness und Gesundheit
Fitness hat im Zusammenhang von vorbeugenden Maßnahmen gegen Erkrankungen sowie die Volkskrankheit/Zivilisationskrankheit Krebs eine steigende Bedeutung erlangt. Dies gilt vor allem für Lungenkrebs und Darmkrebs. Daher haben die Deutsche Krebshilfe und ihre Selbsthilfeorganisationen zum „Darmkrebsmonat März 2012“ in Deutschland ihren Appell zu gesundem Leben und Fitness mit einem umfassenden aktuellen Informationsangebot verbunden, das kostenlos zur Verfügung gestellt wird. Ratgeber, Präventionsfaltblätter, Plakate sowie Patienten-Informationsfilme auf DVD können bei der Krebshilfe bestellt oder im Internet heruntergeladen werden.
Die Experten machen Bewegungsarmut und Übergewicht für die hohen Erkrankungszahlen bei Darmkrebs verantwortlich. Der Ärztliche Direktor des Zentrums für Prävention und Sportmedizin, Martin Halle (Technische Universität München) fordert die Bürger dazu auf, sich täglich mindestens eine halbe Stunde lang sportlich zu bewegen, um Fitness zu erreichen und zu halten.